# Guanghan

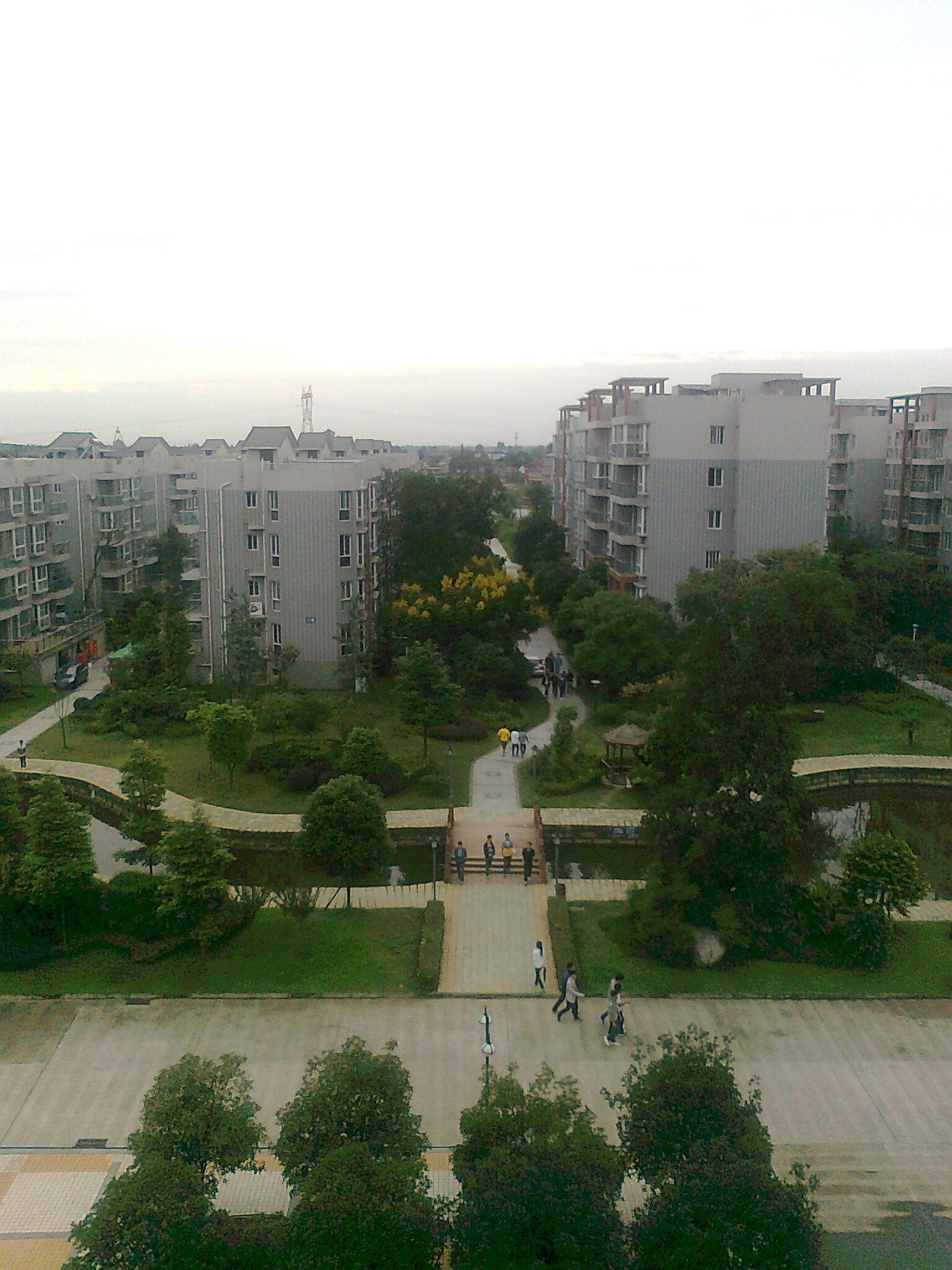

Guanghan (广汉 ; pinyin : Guǎnghàn) est une ville-district de la province du Sichuan en Chine. Elle est placée sous la juridiction de la ville-préfecture de Deyang. Le district abrite une des deux principales écoles d'aviation civile de Chine, la Civil Aviation Flight University of China (中国民用航空飞行学院). C'est aussi sur le territoire de Guanghan que se trouve l'important site archéologique de Sanxingdui (三星堆).

## Démographie
La population du district était de 579 579 habitants en 1999.